# Коло Туре
Коло̀ Абѝб Турѐ (на френски: Kolo Habib Touré) е бивш котдивоарски футболист, играещ като защитник. Туре е прочут с темпото, силата и атлетичността си. Той е по-големия брат на Яя Туре и Ибрахим Туре. Назначен от Арсен Венгер като централен защитник, но също така играе и навсякъде в полузащитата.

## Клубна кариера

### Арсенал
Туре започва своята кариера в родния Мимозас в Абиджан, където играе в полузащитата и дори като крило. След кратко проучване Туре се присъединява към Арсенал през февруари 2002 г. за 150 000 английски лири. Отначало започва като атакуващ полузащитник, но след това преминава и през цялата полузащита, както и в центъра на защитата.

#### 2002-2003
Туре прави своя дебют за Арсенал в мач за Суперкупата на Англия срещу Ливърпул на 11 август 2002 г., заменяйки Денис Бергкамп в 85-а минута. Играе в юношеския тим на Арсенал като десен бек. Вкарва първия си гол срещу Челси на Стамфорд Бридж в равенството 1-1. Арсенал не успява да спечели първенството, но вдига купата на страната, а Коло Туре прави огромна крачка в кариерата си.

#### 2003-2004
В началото на сезон 2003 – 2004 Венгер използва Туре като централен защитник, заедно със Сол Кембъл. Той формира страхотно партньорство с Кембъл, а Арсенал не бе победен нито веднъж през сезона. Въпреки че вкарва само един гол през кампанията, Туре е силно ентусиазиран и успява да запази титулярно място. Нерядко се пуска в атака и помага на нападателите за отбелязване на гол.

#### 2004-2005
Сезон 2004 – 2005 се оказва доста труден за него. С доста труд Туре се преборва с Филип Сендерос и Паскал Сиган за да партнира на Сол Кембъл в центъра на защитата. Арсенал приключва сезона вдигайки купата на Англия, а Туре изиграва 50 мача за Арсенал и вкарва един гол в Шампионска лига срещу Байерн Мюнхен, но Арсенал губи с 3 – 1.

#### 2005-2006
Туре бързо се налага като един от най-добрите централни защитници в Премиършип. Остава титуляр в тима на Арсенал и става любимец на феновете. През сезон 2005 – 2006 заедно с Филип Сендерос оформят централната двойка защитници и спомагат за достигане на финалите на Шампионската лига. След края на Шампионската лига, Туре бе смятан за един от най-добрите централни защитници. Италианската преса дори го описва като африканския Фабио Канаваро, след като Арсенал отстранява Ювентус в турнира. Вторият му гол в европейските клубни турнири е на 19 април 2006 г. в мач с Виляреал на Хайбъри за полуфиналите на Шампионската лига. Благодарение на този гол Арсенал отива на финала в Париж.

#### 2006-2007
През сезон 2006 – 2007 фланелката с номер 5 бе дадена на Туре, след напускането на Мартин Киоун. През август 2006 г. Туре подписва нов 4-годишен договор с Арсенал и взима по 70 000 британски лири на седмица. „Виждам себе си тук и оставам тук (за Арсенал) до края на кариерата ми“ казва Туре. „Защо да искам да напусна? Харесва ми футболът тук, клубът е амбициозен, а и моето семейство е тук. Това е фантастично“. Въпреки че Арсенал завършва на 4-то място в първенството, Туре е на 3-то място в класирането за играч на сезона в Арсенал, след Жилберто Силва и Сеск Фабрегас.

#### 2007-2008
През сезон 2007 – 2008 Туре е заместник капитан, след напускането на Жилберто Силва и Тиери Анри. На 9 януари 2007 г. Туре за пръв път излиза с капитанската лента на Арсенал, в мач срещу Ливърпул за Карлинг Къп, завършил 6 – 3 в полза на тима от Лондон. Предвожда отбора и на полуфинала срещу Тотнъм, който Арсенал отстранява и отива на финал. Коло Туре става най-дълго пребиваващия в сегашния тим на Арсенал, след напускането на Жереми Алиедиер, Тиери Анри и Фредрик Юнгбери през летния трансферен прозорец на 2007 г. В няколко мача от началото на сезона предвождаше Арсенал, поради контузията на капитана на тима Уилям Галас в мач срещу Блекбърн. Галас и Туре стават основната двойка централни защитници през сезона. В мач срещу Болтън вкарва прекрасен гол от пряк свободен удар, топката минава ниско по тревата, под двама защитници на Болтън и под плонжа на Юси Яскелайнен. След Купата на Африканските нации, Туре се завръща с лека контузия, която прераства в по-голяма в мач от Шампионската лига срещу Милан. Връща се в игра на 15 март срещу Мидълзбро и вкарва изравнително попадение в последните 10 минути на мача. В четвъртфиналите на Шампионската лига срещу Ливърпул, Туре играе на нетипична за него позиция – десен защитник. В 86-а минута на мача съдията отсъжда дузпа за събаряне на Райън Бабел в наказателното поле от Туре. Венгер обаче защитаваше Туре и твърдеше, че съдията е взел грешно решение, но въпреки протестите Стивън Джерард отбелязва от бялата точка. В крайна сметка мачът завършва 4 – 2 в полза на Ливърпул.

#### 2008-2009
На 1 януари 2009 г. Туре и Галас имат някакво спречкване със собственика на клуба Питър Хил-Уд.

## Международна кариера
Дебютира през 2000 г. с националната фланелка на Кот Д’Ивоар в мач с Руанда. Той е първи избор за централен защитник в тима. Играе във всичките 5 мача от Купата на Африканските нации през 2006 г. в Египет, където отборът му завършва на второ място. Привикан е от националния селекционер Анри Мишел за световното първенство през 2006 г. На 11 юни 2006 г. дебютира на финалите на Световното първенство, но със загуба от Аржентина с 2 – 1.

## Статистика
(Обновено на 14 ноември 2008)
| Клуб    | Сезон   | Първенство | Първенство | Първенство | Купи   | Купи   | Купи       | Европейски клубни турнири | Европейски клубни турнири | Европейски клубни турнири | Общо   | Общо   | Общо       |
| Клуб    | Сезон   | Мачове     | Голове     | Асистенции | Мачове | Голове | Асистенции | Мачове                    | Голове                    | Асистенции                | Мачове | Голове | Асистенции |
| ------- | ------- | ---------- | ---------- | ---------- | ------ | ------ | ---------- | ------------------------- | ------------------------- | ------------------------- | ------ | ------ | ---------- |
| Арсенал | 2002–03 | 26         | 2          | 1          | 7      | 0      | 0          | 7                         | 0                         | 0                         | 40     | 2      | 1          |
| Арсенал | 2003–04 | 37         | 1          | 1          | 8      | 2      | 0          | 10                        | 0                         | 0                         | 55     | 3      | 1          |
| Арсенал | 2004–05 | 35         | 0          | 0          | 7      | 0      | 0          | 8                         | 1                         | 0                         | 50     | 1      | 0          |
| Арсенал | 2005–06 | 33         | 0          | 0          | 1      | 0      | 0          | 12                        | 1                         | 1                         | 46     | 1      | 1          |
| Арсенал | 2006–07 | 35         | 3          | 3          | 8      | 1      | 1          | 10                        | 0                         | 0                         | 53     | 4      | 4          |
| Арсенал | 2007–08 | 30         | 2          | 3          | 2      | 0      | 1          | 9                         | 0                         | 0                         | 41     | 2      | 4          |
| Арсенал | 2008–09 | 15         | 1          | 1          | 0      | 0      | 0          | 3                         | 0                         | 0                         | 18     | 1      | 1          |
| Общо    | Общо    | 209        | 8          | 8          | 33     | 3      | 2          | 58                        | 2                         | 1                         | 303    | 13     | 11         |

## Успехи

### АСЕК Мимозас
- Кот Д'Ивоар Премиър Дивижън: 2001, 2002

### Арсенал
- Английска висша лига: 2003-04
- ФА Къп: 2003, 2005
- Суперкупа на Англия: 2002, 2004

## Отличия
Манчестър Сити
- ФА Къп (2011)
- Висша лига (2012)

### Международни
- Купа на африканските нации: втори през 2006